# Santiago Chimaltenango
Santiago Chimaltenango è un comune del Guatemala facente parte del dipartimento di Huehuetenango.